# Voice of the Stars
Voice of the Stars (englisch Stimme der Sterne) ist ein Album des belgischen Ambient- und Drone-Doom-Projekts Arcane Voidsplitter.

## Geschichte
Die Entstehung von Voice of the Stars schloss an die Veröffentlichung des Albums To Reach Beyond im September 2017 an. Da Arcane Voidsplitter als Soloprojekt von Stijn van Cauter geführt wurde und er die Musik in seinem Heimstudio Templa Libitina autark komponierte und einspielte, sind exakte Schreib- und Aufnahmezeiträume nicht publik. Techniker und Produzenten blieben ausgeschlossen. Allerdings kooperierte van Cauter zur Veröffentlichung mit Stuart Gregg, über dessen Label Aesthetic Death Records Voice of the Stars erschien.

## Albuminformationen
Mit der Katalognummer ADCD 055 erschien Voice of the Stars am 26. März 2019 über Aesthetic Death Records. Zeitgleich veröffentlichte van Cauter das Album als Musikdownload über sein eigenes Label Void Overflow.

### Konzept
Voice of the Stars folgt dem konzeptionellen Kontext des Projektes Arcane Voidsplitter. In diesem Konzept ist der Arcane Voidsplitter, als „geheimnisvoller Spalter der Leere“, ein künstliches Objekt mit unklarer Funktion, das sich durch die Unendlichkeit des Weltalls bewegt. Ungewiss ob Waffe oder Schiff gestaltet die Musik im Zuge einer sinfonischen Dichtung Eindrücke der Reise des Objektes.

„With the near-complete emptiness of space as a cloak, the Arcane Voidsplitter floats unseen, silent as if dead. Its powers are locked onto the heart of a nearby galaxy.“

„Mit der nahezu vollständigen Leere des Weltraums als Umhang schwebt der Arcane Voidsplitter ungesehen und schweigend, wie tot. Seine Kräfte sind auf das Herz einer nahen Galaxie fixiert.“

Voice of the Stars führt diese Idee fort und beschreibt die Eindrücke des Arcane Voidsplitters, der in endlose „Meere krachender, verschmelzender und interferierender kosmischer Wellen eingetaucht, die von epischen Sternen ausgesandt werden“, ist. Damit setzt das Album nach To Reach Beyond an. Während das Debüt „die gewaltigen Dimensionen des Weltraums betrat“, führt Voice of the Stars „zu drei weit entfernten Sternen, drei gigantischen Himmelskörpern, die unser eigenes Sonnensystem wie einen Punkt aussehen lassen.“ Die Titel der drei Stücke verweisen auf die Sterne Arktur, Beteigeuze und Aldebaran als Stationen.

### Stil

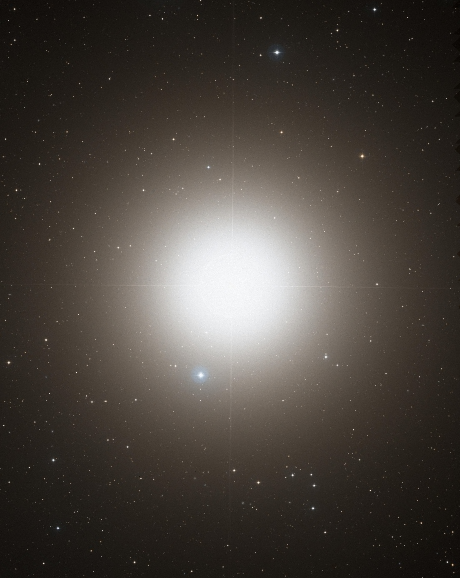
Der Stern Arktur ist namensgebenden für das erste Stück des instrumentalen Albums

Die Musik auf Voice of the Stars wird von Aesthetic Death als „cosmic ambient drone“ beworben und von van Cauter als Massive Ambient Funeral Drone/Doom sowie als Crossover von Funeral Doom, Ambient und Drone Doom umschrieben. Den Funeral-Doom-Elementen wird derweil eine nachrangig Rolle zugesprochen. Mehr bestünde die Musik aus „Dronesongs zum Thema Weltall in Überlänge.“ So entfalte sich die Musik wie die Filmmusik eines düsteren Science-Fiction-Films, mit Nähe zu Ambient und Drone-Doom-Interpreten wie Sunn O))) und Earth.
Die Basis bildet das Gitarrenspiel und der Einsatz von analogen Synthesizern. Zusammengenommen besteht die Instrumentalmusik aus „monströsen Riffwände, […] in die Unendlichkeit gleitenden Keyboards und […] allen Stücken innewohnende[…] Wellenbewegungen“. Im direkten Vergleich zu van Cauters populärstem Projekt Until Death Overtakes Me, wo er „Death- und Funeraldoom fröhnt, geht’s bei ARCANE VOIDSPLITTER versöhnlicher und stellenweise direkt vertäumt zu.“ Allerdings weise das Album, gegenüber dem Debüt, dass noch mehr an van Cauters Ambient-Projekt Dreams of Dying Stars gemahnt erschien, einen härteren Klang, mehr Orgel und mehr aus dem Repertoire von Until Death Overtakes Me, auf.

### Titelliste
1. Arcturus: 14:23
2. Betelgeuse: 34:54
3. Aldebaran: 15:28

## Wahrnehmung
Das Album erfuhr international einhellig positive Resonanz. Als „gänzlich einzigartiges, eigenständiges Album“ wahrgenommen variierten die Beurteilung vom Lob als „hervorragende Reise“ über die Einschätzungen als gelungene Musik zu Introspektion, Meditation und zum Träumen, bis hin zur Vergabe von Höchstnoten und dem Urteil als idealer Entsprechung der musikalischen Kombination und des konzeptionellen Rahmens die sich in der Konsequenz als „schlicht großartig“ erweise.

„Im zweiten Album unter dem Namen Arcane Voidsplitter nimmt er [van Cauter] den Zuhörer mit auf drei beeindruckende Klangreisen, die jeweils einem Himmelskörper entsprechen (dies sind Arktur, Beteigeuze und Aldebaran). In sich ist das Album voller Majästetik und eine endlos wogende Klanglandschaft aus Synthesizern und Funeral Doom, auf der nicht viel passiert. Und genau deshalb funktioniert es.“